# Sphenocephalus
Sphenocephalus is een monotypisch geslacht van uitgestorven straalvinnige beenvissen uit het Laat-Krijt. De wetenschappelijke naam van het geslacht en de soort werden in 1839 voorgesteld door Louis Agassiz.

## Kenmerken
Sphenocephalus was een kleine zoetwatervis van iets meer dan 10 centimeter lang, met een gedrongen bouw, een brede kop en grote ogen. De mondspleet was middelmatig lang en reikte tot onder de ogen. Een hoornachtige stekel op de achterkant van de kop was kenmerkend. De enkele rugvin zat ongeveer boven het midden van het lichaam, begon hoog en viel naar achteren. De anaalvin, die verder naar achteren begon, had dezelfde vorm. De borstvinnen waren ongewoon klein, de buikvinnen stonden ver naar voren. De staartvin was matig ingedeukt. Een vetvin was niet aanwezig.
Net als de recente Noord-Amerikaanse baarszalmen (Percopsidae), die mogelijk verwant zijn aan Sphenocephalus, vertoont Sphenocephalus een mengeling van primitieve en geavanceerde kenmerken. Qua schedelmorfologie is Sphenocephalus minder afgeleid dan de Percopsidae.

## Verwantschap
De vooroudergroep van de zalmen en forellen deelde zich op in twee groepen van hoogontwikkelde 'echte' beenvissen: 
1. De Paracanthopterygii, met kabeljauw/schelvisachtige dieren.
2. De Acanthopterygii, met stekelvinnige baarsachtigen.

Sphenocephalus heeft eigenschappen van deze beide groepen. De vis vertoonde erg veel gelijkenis met de huidige forelbaars uit Noord-Amerika.

## Classificatie
De systematische positie van Sphenocephalus is onzeker vanwege zijn mozaïekkenmerken. Tegenwoordig is het geslacht de enige vertegenwoordiger van de monotypische familie Sphenocephalidae. Robert L. Carroll en Karl Albert Frickhinger verwijzen de familie naar de orde Percopsiformes binnen de Paracanthopterygii. Carroll merkt ook overeenkomsten op met de slijmkoppen (Beryciformes).
De Amerikaanse ichthyoloog Don Rosen en paleontoloog Colin Patterson plaatsen de Sphenocephalidae in de monotypische orde Sphenocephaliformes binnen de Paracanthopterygii, waar ze een zustergroep vormen van de Anacanthines, een clade van alle andere Paracanthopterygii behalve de Sphenocephaliformes en Percopsiformes. Gemeenschappelijke kenmerken van de Sphenocephaliformes en Anacanthines zouden een inkeping in de voorkaak zijn en enkele kenmerken van de eerste vijf wervels. Joseph S. Nelson, auteur van het standaardwerk over vissystematiek Fishes of the World, neemt deze systematische classificatie over. Jack Sepkoski beschouwt Sphenocephalus als een van de eerste geslachten van baarzen en deelt hem in bij de Perciformes.

## Vondsten
Vondsten zijn gedaan in Europa, met name Engeland en Italië.